# 牛古吐镇
牛古吐镇，原为牛古吐乡是中国内蒙古自治区赤峰市敖汉旗下辖的一个乡。2018年撤乡设镇。区划代码改为150430110。

## 行政区划
牛古吐乡共辖以下地区：
敖包村、浩雅日哈达村、胡鲁苏台村、牛古吐村、朝阳沟村、德力板胡同村、沈家窝铺村、北台子村、元宝洼村、大五家村、千斤营子村、车罗城村、敖吉村、榆树林子村、哈力海吐村、喇嘛板村、黑山咀村、大杖子村和河南村。